# Contea di Boulder
La contea di Boulder (in inglese Boulder County) è una contea dello Stato del Colorado, negli Stati Uniti. La popolazione al censimento del 2000 era di 291 288 abitanti. Il capoluogo di contea è Boulder.

## Geografia
La contea si trova nel centro-nord dello Stato. Il territorio è coperto dalle Montagne Rocciose a ovest e pianeggiante a est. È inoltre attraversata dallo Spartiacque continentale delle Americhe.
Tra le aree protette all'interno della contea si trova anche il Parco nazionale delle Montagne Rocciose a nord-ovest. La contea è anche attraversata dal Continental Divide Trail. A Boulder si trova la University of Colorado.

### Contee confinanti
- Contea di Larimer - nord
- Contea di Weld - est
- Contea e città di Broomfield - sud-est
- Contea di Jefferson - sud
- Contea di Gilpin - sud-ovest
- Contea di Grand - ovest

## Storia
L'area era abitata dai nativi Ute, poi da Arapaho e Cheyenne. Nel 1861 la contea di Boulder divenne una delle contee originarie del Territorio del Colorado.

## Comuni

### City
- Boulder (capoluogo)
- Lafayette
- Longmont
- Louisville

### Town
- Erie
- Jamestown
- Lyons
- Nederland
- Superior
- Ward